# Mauricio Martín Romero
Mauricio Martín Romero (General Pico, La Pampa, Argentina, 13 de enero de 1983) es un exfutbolista argentino naturalizado mexicano. Y actual técnico interino del Ferro De General Pico.

## Trayectoria
Surgió de las inferiores de Pico FBC.
Debutó en el Lanús de la primera división del fútbol argentino en el 2002 y defendió esa camiseta en la cual llegó a ser capitán del equipo hasta el 2007. Jugó 117 partidos, anotando en 10 ocasiones. En esa última temporada el Club Lanús lo estaba negociando, estando cerca de firmar con el poderoso Club Atlético River Plate pero finalmente fue vendido al club Monarcas Morelia de la primera división del fútbol mexicano.
Formó parte de la Selección Sub-20 del Seleccionado Argentino en los Emiratos Árabes Unidos donde consiguieron el cuarto lugar en una selección que integraban grandes promesas del fútbol argentino como Walter Montillo (exjugador de Monarcas Morelia), Darío Botinelli, Osmar Ferreyra, Carlos Tévez, Franco Cángele.
Con el equipo Monarcas Morelia jugó 151 partidos, 149 de titular y 142 completos marcando en 16 ocasiones, éstas a equipos como: Pachuca, Chivas, Jaguares, San Luis,
Toluca, Cruz Azul, Estudiantes, Querétaro, Santos y a América y a Atlante en 2 ocasiones, además sumar 12,952 minutos..
Desde febrero de 2009 fue capitán del equipo demostrando un gran liderazgo, lo que lo ha llevado a ser el máximo referente en la zaga michoacana, teniendo gran reconocimiento por parte de los seguidores del equipo, y siendo además considerado uno de los mejores centrales que han llegado al fútbol mexicano junto al paraguayo Paulo da Silva.[cita requerida]
Su último gol fue el domingo 30 de noviembre de 2009, éste contra Santos  en el partido de vuelta de los cuartos de final, marcando el último de los 3 goles con los que Morelia remontó un 2-1 adverso para así terminar ganando 4-2 y avanzar a semifinales contra Cruz Azul.
En el draft 2009 el Club América lo intentó comprar a Monarcas Morelia por 4.5 millones de dólares pero ni este ni el club aceptó la oferta.
A mediados del 2010 surgieron rumores que lo colocaban en el Panathinaikos FC uno de los grandes del fútbol griego pero Mauricio optó por renovar contrato por 3 años más, demostrando así el gran cariño que le ha tomado al equipo. (enlace roto disponible en Internet Archive; véase el historial, la primera versión y la última)..
El domingo 13 de marzo de 2011, durante el encuentro Monarcas-UNAM; Romero sufrió una fractura en la tibia y peroné derechas durante una jugada al minuto 11 del primer tiempo, cuando su compañero Jorge Gastelum cometió una falta en contra del argentino Martín Bravo en las afueras del área de Monarcas Morelia que, como producto de la misma, arrolló a su compatriota quien no participaba directamente en la jugada, sin embargo, el peso de Bravo atoró su pierna causando la fractura al minuto 11 del encuentro. 
El 8 de julio de 2013 el Club Atlante de México confirma que ya tiene acuerdo con el jugador y que solo faltaría que el pampa firmara su contrato con el equipo de Cancún. Finalmente se confirmó su contratación y debutó el 20 de julio ante el León.
En enero del 2016 se confirma su vuelta al fútbol argentino, esta vez para defender los colores de Gimnasia y Esgrima La Plata equipo de la Primera división del Fútbol Argentino, firmando contrato por un año y medio.

En julio de 2017 llegó a un acuerdo con el Club Agropecuario Argentino para disputar la Primera B Nacional 2017-2018

## Clubes
| Club                        | País      | Año         | PJ  | Goles | Asis. |
| --------------------------- | --------- | ----------- | --- | ----- | ----- |
| Lanús                       | Argentina | 2002-2007   | 117 | 12    | 4     |
| Morelia                     | México    | 2007-2012   | 151 | 16    | 3     |
| Colón de Santa Fe           | Argentina | 2013        | 12  | 0     | 3     |
| Atlante FC                  | México    | 2013-2014   | 29  | 0     | 0     |
| Puebla FC                   | México    | 2014-2015   | 31  | 0     | 0     |
| Dorados de Sinaloa          | México    | 2015        | 10  | 1     | 0     |
| Gimnasia (LP)               | Argentina | 2016-2017   | 28  | 2     | 0     |
| Club Agropecuario Argentino | Argentina | 2017 - 2018 | 0   | 0     | 0     |

## Palmarés

### Campeonatos nacionales
| Título               | Club   | Sede   | Año  |
| -------------------- | ------ | ------ | ---- |
| Copa México Clausura | Puebla | Puebla | 2015 |

### Campeonatos internacionales
| Título                         | Selección        | Sede       | Año  |
| ------------------------------ | ---------------- | ---------- | ---- |
| Campeonato Sudamericano Sub-20 | Argentina sub-20 | Montevideo | 2003 |

### Capitán de Monarcas Morelia
| Predecesor: Omar Trujillo | Capitán de Monarcas Morelia 2009-2010 | Sucesor: Jaime Lozano |